# ترافيس ويلسون (لاعب كرة لينة)
ترافيس ويلسون (بالإنجليزية: Travis Wilson)‏ هو لاعب كرة لينة نيوزيلندي، ولد في 10 يوليو 1977.

## وصلات خارجية
- ترافيس ويلسون على موقعبيزبول رفرنس.كوم (الدوري الثانوي) (الإنجليزية)